# Given-When-Then
A Given-When-Then vagy a GWT félig strukturált módon írja le a teszt eseteket. Manuálisan vagy automatikusan tesztelhetőek böngészőben Seleniummal.
A neve a három feltétel szóból származik, amelyek a GIVEN, WHEN és THEN szavakkal kezdődnek.
A Given-When-Then struktúrát Dan North a viselkedésvezérelt fejlesztés részeként fejlesztette ki.

## Definíció
A Given-When-Then formula egy sablon, melynek célja a User Story átvételi tesztek írása:
- (Given) adott egy állapot
- (When) tevékenység végrehajtása
- (Then) elvárt eredmény

Példa:
- Given Adott, hogy a bankszámlámon van egy bizonyos hitelkeret,  és a bankszámlám egyenlege 0
- When Amikor megpróbálok pénzt felvenni kártyámmal a hitelkeret erejéig
- Then Akkor a pénzkivét sikeres lesz

Tools such as JBehave, RSpec or Cucumber encourage use of this template, though it can also be used purely as a heuristic irrespective of any tool.
Az olyan eszközök, mint például a JBehave, a RSpec vagy a Cucumber, ösztönzhetik ennek a sablonnak a használatát, bár használhatóak bármilyen eszköz nélkül is.